# Neuses (Coburg)
Neuses is een plaats in de Duitse gemeente Coburg, deelstaat Beieren, en telt 1673 inwoners.

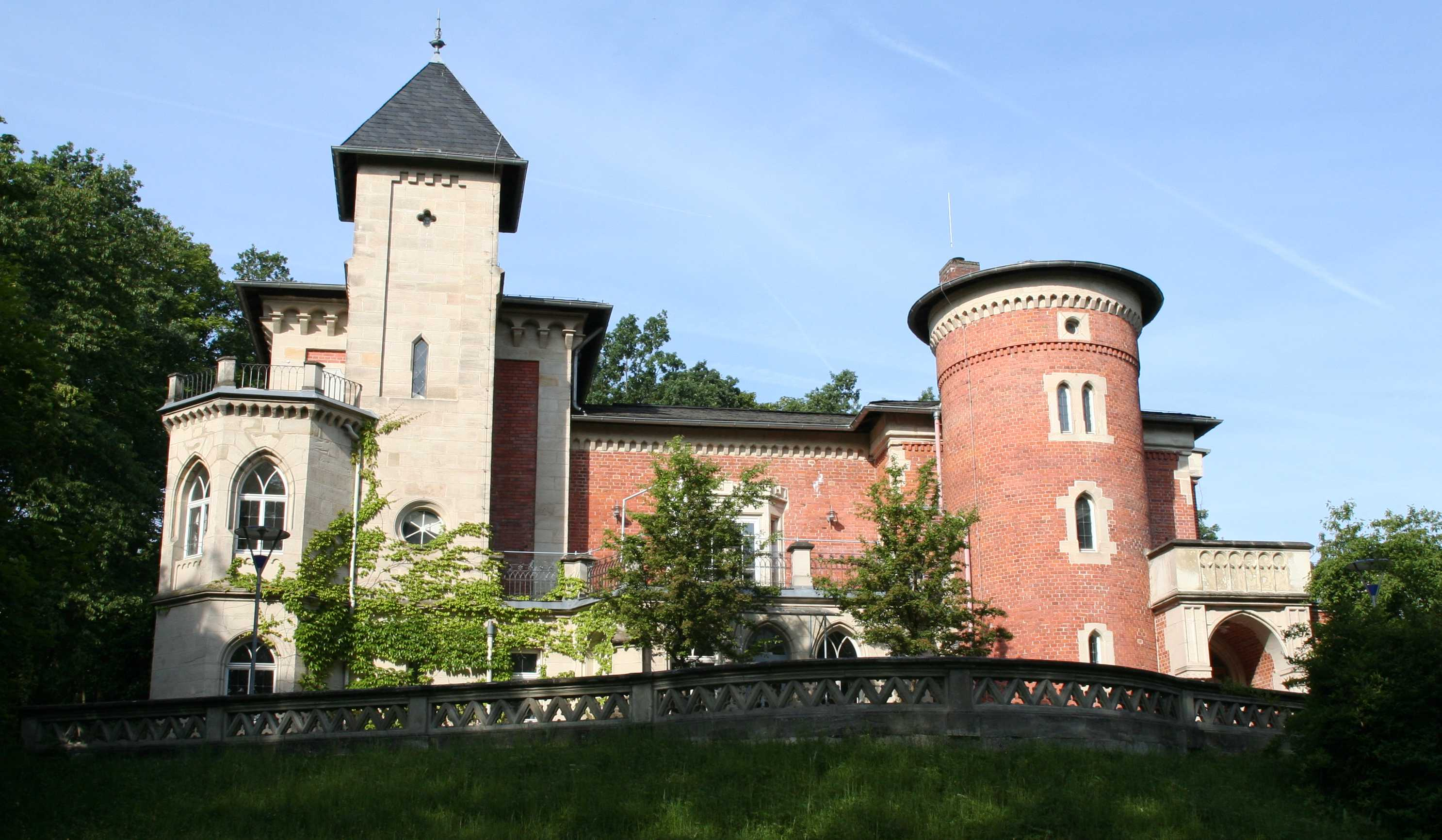
Slot Falkenegg
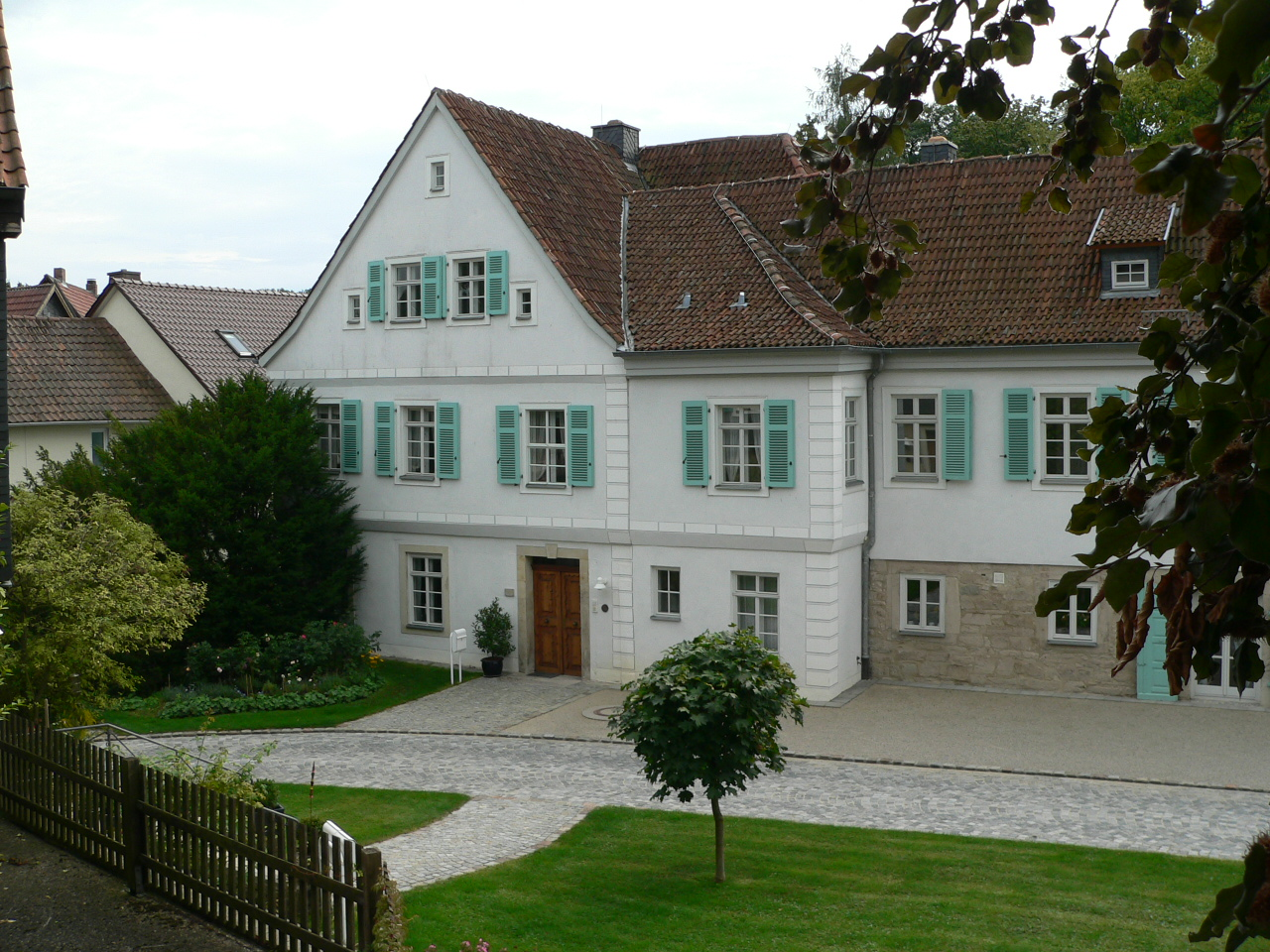
Museum